# Vegetação da Colômbia

Parques Nacionais da Colômbia.

A vegetação da Colômbia envolve o conjunto de espécies vegetais espalhadas pelo território colombiano. A floresta tropical recobre as encostas e vales das cordilheiras, grande parte das planícies da costa norte e a porção meridional das planícies orientais.
No entanto, os produtos florestais constituem potencial econômico inexplorado, sendo numerosas as espécies de palmeiras e orquídeas. Na zona subtropical há grande variedade de frutas e a zona temperada é a região agrícola. Acima de 3.000m a vegetação é raquítica, seguida, mais acima, de espécies alpinas.